# Oarța de Jos
Oarța de Jos (Alsóvárca en hongrois) est une commune roumaine du județ de Maramureș, dans la région historique de Transylvanie et dans la région de développement du Nord-Ouest.

## Géographie
La commune de Oarța de Jos est située dans le sud-ouest du județ, aux limites avec le județ de Satu Mare et le județ de Sălaj, dans la plaine de la rivière Sălaj; le long de la Oarța, à 74 km de Baia Mare, la préfecture du județ.
La commune est composée des villages de Oarța de Jos (573 habitants en 2002), de Oarța de Sus (661 habitants en 2002) et de Oarțița (178 habitants en 2002).

## Histoire
La première mention écrite du village date de 1391.

## Démographie
En 1910, la commune comptait 1 781 Roumains (96 % de la population) et 72 Hongrois (3,8 %).
En 1930, les autorités recensaient 2 023 Roumains ainsi qu'une petite communauté juive de 38 personnes (1,8 %) qui fut exterminée par les Nazis durant la Seconde Guerre mondiale.
En 2002, la commune comptait 1 409 Roumains (99,8 %).
| 1880  | 1900  | 1910  | 1930  | 1956  | 1977  | 1992  | 2002  | 2007  |
| ----- | ----- | ----- | ----- | ----- | ----- | ----- | ----- | ----- |
| 1 614 | 1 730 | 1 856 | 2 091 | 2 281 | 1 943 | 1 606 | 1 412 | 1 345 |

## Économie
L'économie de la commune est basée sur l'agriculture, l'élevage et l'exploitation des forêts (2 465 ha de terres agricoles et 481 ha de forêts).

## Lieux et monuments
- Oarțița : église en bois de 1828.

- Oarța de Sus : site archéologique.